# Assassin's Creed: Altaïr's Chronicles
Assassin's Creed: Altaïr's Chronicles  es un videojuego desarrollado por Gameloft y distribuido por Ubisoft para Nintendo DS, Android, iPhone , Windows Phone 8 . Se trata de una precuela del videojuego Assassin's Creed, y salió a la venta en España el 15 de marzo de 2008.
En este juego se incluyen dos nuevas ciudades, Tiro y Alepo, más otras tres conocidas anteriormente, Jerusalén, Acre y Damasco, excluyendo la ciudad de Masyaf.

## Resumen
Altaïr comienza su viaje en Damasco, dónde el Rafiq le cuenta que el mercader Tamir está conectado con los Templarios. Al interrogar a Misbah, un hombre que conoce a Tamir, Altair se enfrenta al mismo y lo asesina, no sin antes saber que el Cáliz está guardado en el Templo de Arena y que necesita tres llaves para entrar en él. Altaïr entonces visita a la bailarina acróbata, Fajera, pero no está dispuesta a ayudar, dejando que Altaïr luche contra un guerrero del circo, Badr. Después de atraparla, le da la primera de las tres llaves, y le dice que un hombre que está en el hospital Templario de Tiro podría ayudarle a encontrar las otras dos. Fajera también le pide a Altaïr que mate a un Templario llamado Alaat.
Llegando a Tiro, Altaïr habla con Hamid, el asesino de Tiro, quién identifica al jefe del hospital, Roland Napule. Altaïr accede al hospital por el alcantarillado y lo asesina. Un viejo y enigmático prisionero de Roland que ya ha estado en el Templo del Cáliz le entrega la segunda llave.
Altaïr pone rumbo a Jerusalén y habla con Kadar, un asesino, que le informe de que Basilisk, el líder Templario, está en el palacio con el rey, y que tiene la tercera llave. El rey va a dar una fiesta próximamente en un lugar desconocido, por lo que Altaïr empieza a investigar. Primero fisgonea en algunas conversaciones de nobles de la ciudad, interrogando después a Ayman, un invitado de la fiesta. Descubre entonces que la fiesta se celebrará en un lugar llamado Villa, infiltrándose en la misma con la ayuda de los hombres de Kadar y enfrentándose a Basilisk. Después de luchar con él, obtiene la tercera llave, pero no tiene tiempo para asesinarlo y huye. Más tarde en Jerusalén, los Templarios atacan al asesino Hazad, robando el mapa del templo del desierto. Altaïr tiene que adentrarse en la torre de los Templarios, encontrándose por el camino con una fuerte resistencia, como catapultas y arqueros. Finalmente, Altaïr consigue encontrar al maestro Templario, asesinarlo y obtener el mapa. Altaïr se encamina entonces al Templo de Arena, dónde el Cáliz aguarda. Allí, se encuentra con las fuerzas Templarias y a Basilisk con un cofre vacío. Basilisk le revela que el Cáliz es realmente una mujer. Basilisk se burla de Altaïr, y este huye antes de que los Templarios se le echaran encima.
En Tiro, Hamid le ordena infiltrarse en la fortaleza Templario de la ciudad, donde está Basilisk, necesita liberar a dos hombres que han sido capturados. Después de liberar a sus hermanos, le localizan la entrada donde está Basilisk. Altaïr lo encuentra y lo hiere de gravedad. Altaïr le propone un trato: su vida a cambio de información. Basilisk le revela que el Cáliz está en Jerusalén, y que los templarios están asediando Acre y que están envenenando el agua para acelerar el asedio. Antes de partir hacia Acre, Altaïr quema la flota de Basilisk para que no encuentre primero el Cáliz.
Altaïr viaja a Acre, para ayudar en el asedio y luchar contra los Templarios. Se infiltra en el campamento Templario, asesinando al comandante y escapando en una catapulta.
Entonces parte hacia Jerusalén, dónde rescata el Cáliz que estaba en posesión de un grupo de Templarios. Altaïr reconoce al Cáliz, es Adha, una mujer que amó en el pasado. Adha le cuenta a Altaïr que los Templarios están siendo pagados por Harash, segundo al mando de la Hermandad de los Asesinos.
Altaïr planea atacar Alep, matar a Harash y huir con Adha, pero mientras Altaïr se encamina a la fortaleza de la Hermandad y asesina a Harash, Adha es capturada por Basilisk y la lleva al puerto de Tiro.
Altaïr lucha contra los caballeros Templarios y asesina a Basilisk en una lucha final en su barco. Pero Adha está en un barco diferente, que escapa antes de que Altaïr pueda alcanzarlo, viendo como el barco Templario se aleja por el horizonte, entonces grita: “¡Te encontraré, Adha!”.

## Modo de juego
Assassin's Creed: Altaïr's Chronicles utiliza las variadas características de Nintendo DS y su modo de juego es muy parecido a la del videojuego Prince of Persia, mezclando sigilo y combate.
Para obtener la información necesaria para cumplir nuestros objetivos seguiremos los pasos de la aventura original, pero mucho más simplificada: los interrogatorios se limitan a una pelea contra el informador y los robos se realizan a través de un minijuego muy cuestionado. Además, los combates son una combinación de botones bastante simple (X para atacar e Y para contraatacar).
El juego también cuenta con tres niveles diferentes de dificultad, para permitir a los jugadores con más experiencia asumir un reto mayor.

## Recepción
El juego ha sido recibido con puntuaciones y críticas muy diversas: IGN le dio un 7 / 10, Gamespot le dio 6 / 10, Nintendo Power le dio un 7.5/10, Meristation le dio un 5/10. 
Esta última llegó a decir que el juego podría haber sido para incluso destinado a móviles debido a la linealidad y brevedad de su historia.